# Cristian Cucuian
Cristian Cucuian (n. 21 septembrie 1963) este un senator român în legislatura 2004-2008 ales în județul Bacău pe listele partidului PD. Cristian Cucuian a fost membru în grupurile parlamentare de prietenie cu Republica Columbia și Bosnia și Herțegovina. Cristian Cucuian a inițiat 17 propuneri legislative, din care 4 au fost promulgate legi. Cristian Cucuian a fost membru în următoarele comisii:
Comisii permanente 
- Comisia pentru politică externă - Secretar, Subcomisia pe problemele românilor din afara granițelor
- Comisia specială pentru modificarea și completarea Regulamentului Senatului (din sep. 2008) - Președinte
- Comisia pentru cultură, artă și mijloace de informare în masă (iun. 2006 - iun. 2007)

Comisii permanente comune 
- Comisia pentru afaceri europene a Parlamentului României
- Comisia Parlamentului României pentru Integrare Europeană (până în dec. 2006)

Comisii speciale comune 
- Comisia comună a Camerei Deputaților și Senatului pentru elaborarea propunerii legislative privind alegerea Camerei Deputaților și a Senatului, a Președintelui României, alegerile autorităților administrației publice locale, finanțarea campaniilor electorale și alegerea europarlamentarilor (din iun. 2006)